# Tommy Wisdom
Tommy Wisdom (ur. 16 lutego 1906 roku w Brighton, zm. 12 listopada 1972 w Birmingham) – brytyjski kierowca wyścigowy.

## Kariera
W wyścigach samochodowych Wisdom poświęcił się głównie startom zaliczanym do klasyfikacji Mistrzostw Świata Samochodów Sportowych. W latach 1934-1935, 1938-1939, 1949-1955 Brytyjczyk pojawiał się w stawce 24-godzinnego wyścigu Le Mans. W pierwszym sezonie startów uplasował się na dziesiątej pozycji w klasie 1.1, a w klasyfikacji generalnej był dziesiąty. W sezonie 1949 stanął na drugim stopniu podium klasy S 5.0 (szósty w klasyfikacji generalnej). Rok później odniósł zwycięstwo w klasie S 1.5, a w 1952 roku - w  klasie S 5.0. W latach 1954-1955 w klasie S 2.0 stawał odpowiednio na drugim i trzecim stopniu podium.